# 一汁一菜

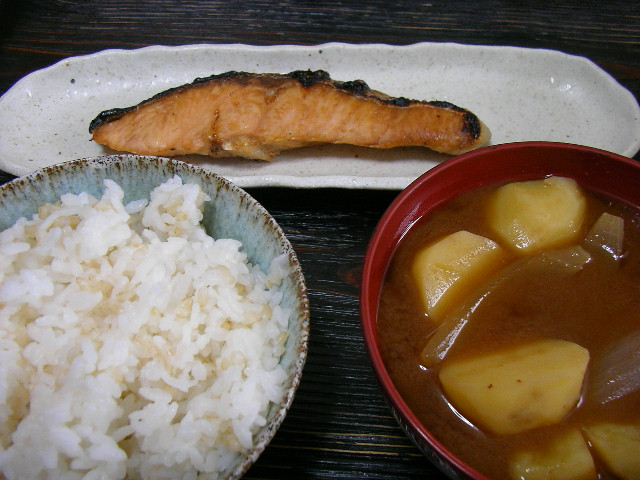
一個「一汁一菜」的例子：燒三文魚、白飯和味噌湯。

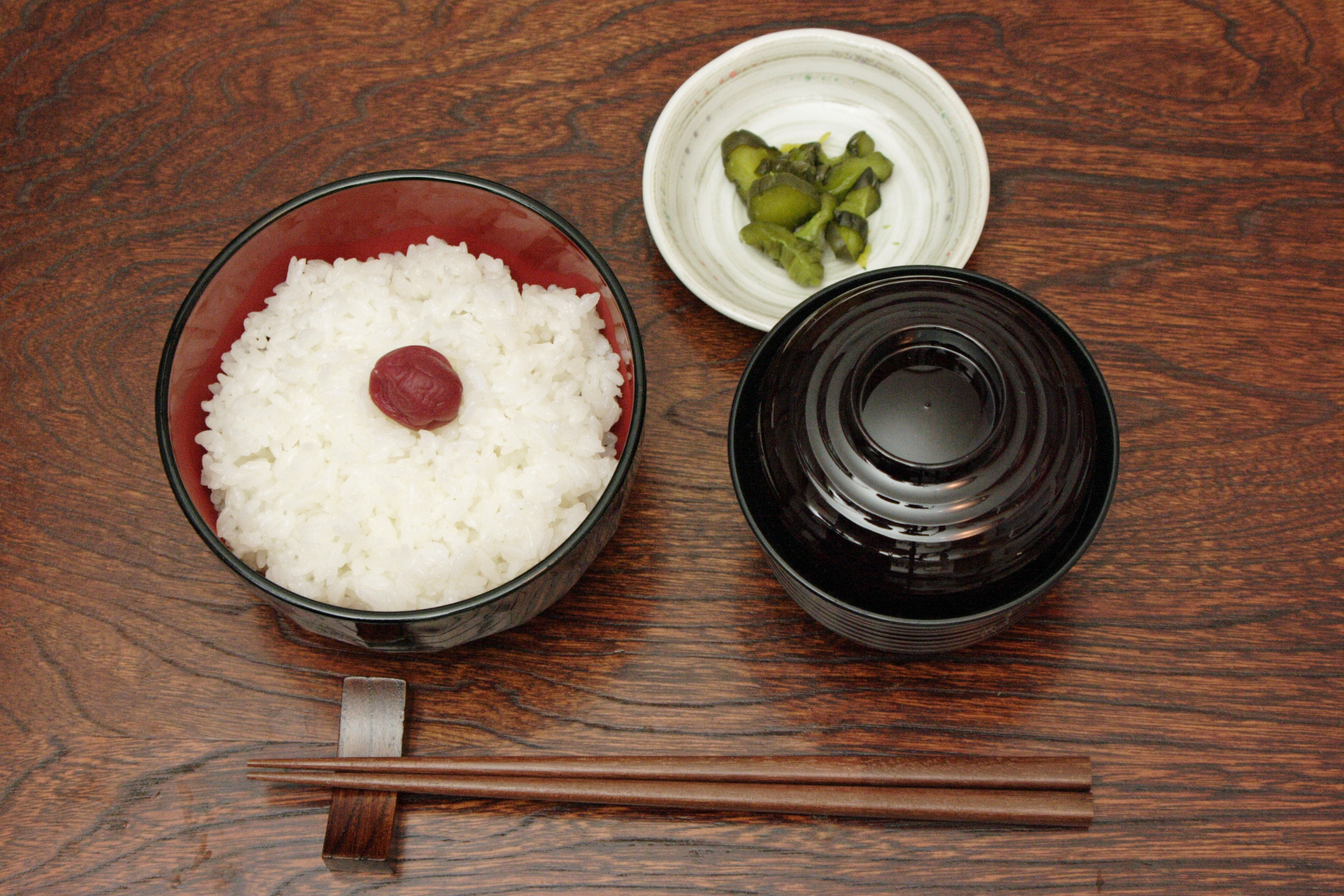
更為簡潔的例子：飯、湯以及醬菜

一汁一菜（日语：／ Ichiju Issai）是日本料理菜單中最簡單的組合，内容是一碟醬菜（通常是醃黄蘿蔔），一碗饭（通常是白飯）以及一碗湯（通常是味噌湯）。懷石料理的頭盤有時候也會被稱呼作「一汁一菜」。
传统的日本早餐就是“一汁一菜”的代表，通常包括了味噌汤，米饭和一碟酱菜。

## 歷史
江戶時代的上杉鷹山和池田光政曾下令料理只一汁一菜，以行節儉。

## 參看
- 日本料理